# Bomarea vitellina
Bomarea vitellina är en alströmeriaväxtart som beskrevs av Maxwell Tylden Masters. Bomarea vitellina ingår i släktet Bomarea och familjen alströmeriaväxter.
Artens utbredningsområde är Colombia. Inga underarter finns listade i Catalogue of Life.